# Camponotus nossibeensis
Camponotus nossibeensis é uma espécie de inseto do gênero Camponotus, pertencente à família Formicidae.